# 유엔 제네바 사무국

유엔 제네바 사무국 (United Nations Genevra. Office)

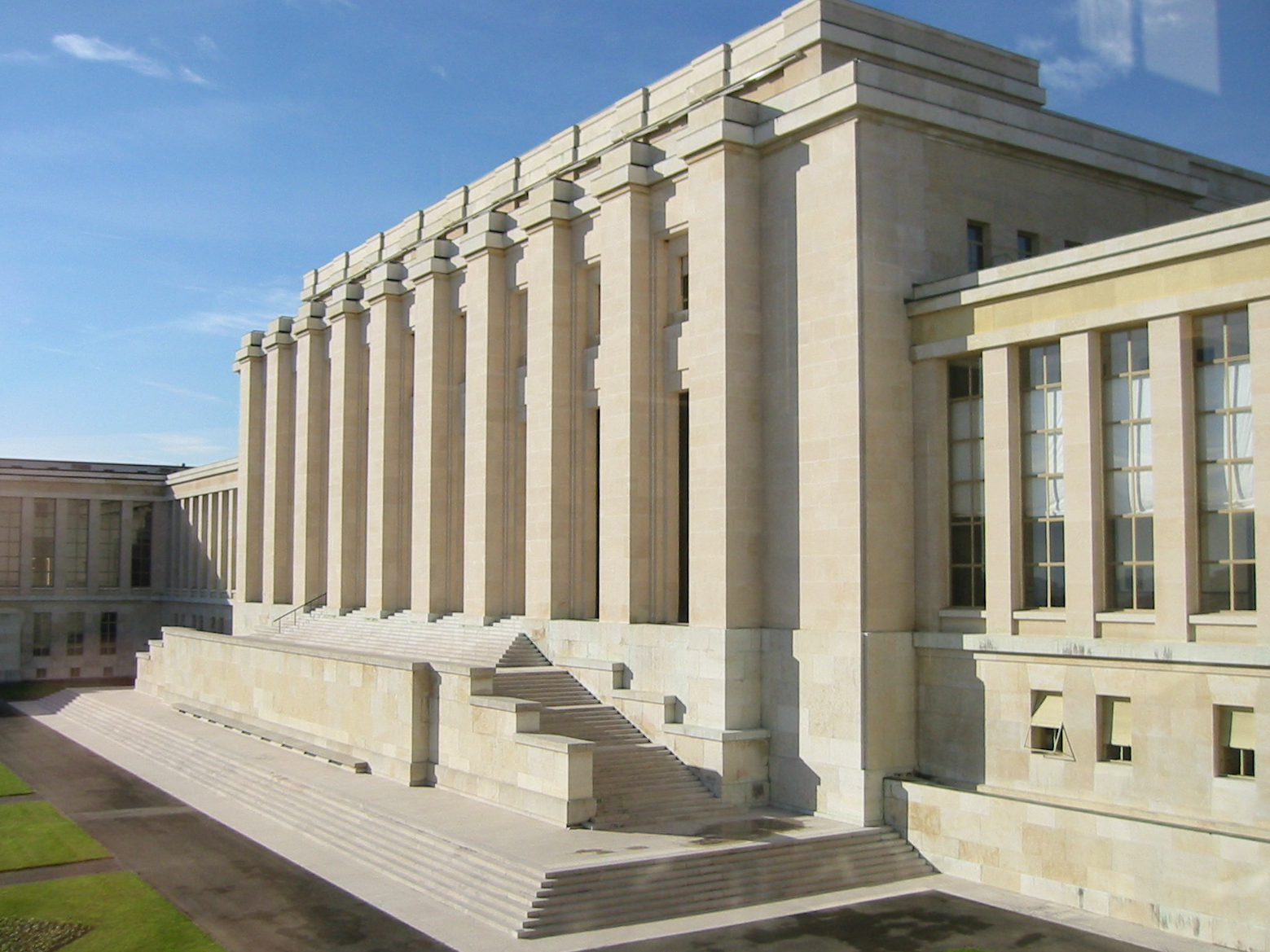
유엔 제네바 사무국 건물의 모습

유엔 제네바 사무국( - 事務局, 영어: United Nations Office at Geneva, UNOG)은 스위스 제네바에 위치한 유엔 사무국이다. 유엔의 4개의 사무국 소재지 중, 뉴욕 다음으로 크다. 스위스 제네바에 1929년부터 1938년까지 존재했던 국제연맹을 위해 건축된 유엔 유럽 본부에 위치해 있다.

## 지정된 특약점

### 제네바에 본부를 둔 기구
- 유럽 경제 위원회
- 국제 교육 사무국
- 국제 컴퓨터 센터
- 국제 노동 기구
- 국제 무역 센터
- 유엔 난민 고등 판무관 사무소
- 유엔 보수 위원회
- 유엔 무역 개발 회의
- 유엔 군비 축소 연구소
- 유엔 훈련 연구소
- 유엔 기획 서비스 사무소
- 유엔 개발 평화 스포츠 사무소
- 유엔 인구 기금
- 유엔 사회 개발 연구소
- 세계 보건 기구
- 세계 기상 기구

### 제네바에 지점을 둔 기구
- 국제 원자력 기구 (본부는 빈)
- 유엔 환경 계획 (본부는 나이로비)
- 유엔 교육 과학 문화 기구 (본부는 파리)
- 유엔 공업 개발 기구 (본부는 빈)

## 제네바 사무국 사무총장
- 1대 블라디미르 모데로프 (폴란드, 1946~51)
- 2대 J. 프랭클린 레이 (미국, 1952)
- 3대 아서 루커 경 (영국, 1953)
- 4대 아드리아누스 펠트 (네덜란드, 1954~57)
- 5대 피에르 파스콸레 스피넬리 (이탈리아, 1957~68)
- 6대 비토리오 윈스페아레-주치아르디 (이탈리아, 1968~78)
- 7대 루이지 코타파비 (이탈리아, 1978~83)
- 8대 에리크 수이 (벨기에, 1983~87)
- 9대 얀 마르텐손 (스웨덴, 1987~92)
- 10대 앙투안 블랑카 (프랑스, 1992~93)
- 11대 블라디미르 페트롭스키 (러시아, 1993~2002)
- 12대 세르게이 오르조니키제 (러시아, 2002~11)
- 13대 카심조마르트 토카예프 (카자흐스탄, 2011~13)
- 14대 미카엘 묄레르 (덴마크, 2013~현재)

```
 15대 반기문               대한민국   2022 현재
```

## 같이 보기
- 유엔 본부
- 유엔 빈 사무국
- 유엔 나이로비 사무국